# دار بن قريش (دار بن قريش)
دار بن قريش هي إحدى مشيخات المملكة المغربية، تتبع جغرافيا لإقليم تطوان وإداريًا لدار بن قريش. يقدر عدد سكانها بـ 1909 نسمة حسب الإحصاء الرسمي للسكان والسكنى لسنة 2004.